# 長尾景孝
長尾 景孝（ながお かげたか）は、戦国時代の武士。高津長尾氏6代・総社長尾氏9代当主。

## 略歴
父・長尾顕景は上野国守護代の地位を獲得したが、勢力を拡大した長野氏によって圧迫された。
大永7年（1527年）、幼児であった景孝は顕景から家督を譲られた。しかし天文15年（1545年）に弟・景総に家督を譲った。天文20年（1551年）の最後に以降の史料にほとんど名前が見えなくなることから程なく没したとも考えられる。その一方で、景総が早くから後北条氏に仕えていた事が確認される事から、上杉憲政が越後に落ち延びた時に同行して、総社長尾家の家督が景総に奪われた可能性も否定できない。

## 伝承
一部の伝承に景孝が直江信綱であるとする説もあるが、現在はほぼ否定されている。50歳を過ぎた成人武将が家臣筋の婿養子になることは年齢的にあまりにも現実的ではないからである。ただし、直江信綱が長尾景孝の子など、総社長尾家の関係者であった可能性も否定は出来ず、この問題の確定には新たな関連史料の出現を待つしかないと見られている。